# Шёльд, Лейф
Лейф Густав «Леффе» Шёльд (швед. Leif Gustav "Leffe" Skiöld; 28 июля 1935, Нюнесхамн — 27 октября 2014, Нюнесхамн) — шведский футболист и хоккеист. В сезоне 1962 года нападающий стал лучшим бомбардиром Аллсвенскана и в том же году дебютировал в сборной Швеции.

## Биография
Шёльд начал заниматься спортом в своём родном городе Нюнесхамн. Он прошёл через всю молодёжную структуру одноимённого клуба, прежде чем дебютировал в первой команде в возрасте 15 лет. Позже он принял предложение многократного чемпиона Швеции команды АИК. Летом 1954 года команда набирала молодых игроков в команды по хоккею с мячом и футболу, в то время Шёльд также играл в хоккей с мячом за «Нюнесхамн».
В АИК Шёльд первоначально играл в основном в хоккей, а в мае 1955 года дебютировал за футбольную команду в Аллсвенскане. Параллельно он развивался в обоих видах спорта и в обеих командах был игроком основного состава. Свои бомбардирские качества он проявил в конце 1950-х годов, став одним из лучших нападающих в Аллсвенскане и лучшим бомбардиром своего клуба. Переломным в его карьере стал 1959 год, когда он не захотел продолжать играть за хоккейную команду.
Поэтому в начале 1960-х Шёльд покинул АИК, присоединившись к «Юргордену», где он также играл параллельно в футбол и хоккей. В то время как с футбольной командой в 1960 году он повысился в Аллсвенскан, с хоккейной командой с 1960 по 1963 год он четыре раза подряд выигрывал чемпионат. В сезоне 1962 года он показал высокую футбольную результативность. Он забил 21 гол и стал лучшим бомбардиром Аллсвенскана, благодаря чему в течение года получил вызов в национальную сборную. 16 сентября он дебютировал в матче против Норвегии и даже забил гол, несмотря на это, соперник выиграл со счётом 2:1. В том году он стал основным игроком команды и забил четыре гола в четырёх играх. В сезоне 1964 года он со своим клубом выиграл Кубок фон Розена.
После окончания сезона 1965 года Шёльд покинул столичный клуб, сыграв 54 матча в высшей лиге и забив 33 гола. После этого он стал играющим тренером «Лулео». После одного сезона он вернулся в свой родной клуб, «Нюнесхамн», где, вероятно, в 1969 году завершил карьеру.
В 1968 году Шёльд стал квалифицированным электриком и основал собственную компанию «Elservice Leif Skjold AB».

## Футбольные достижения
Клубные
- Второй дивизион: 1961
- Аллсвенскан: 1964

Личные
- Лучший бомбардир Аллсвенскана: 1962